# دونا ستراوس
دونا ستراوس (بالإنجليزية: Donna Strauss)‏ هي مدربة رياضية أمريكية، ولدت في 12 أغسطس 1942 في بنسيلفانيا في الولايات المتحدة.